# Alonso (apellido)
Alonso es un nombre propio y apellido masculino de origen germano en su variante castellana. Proviene del germánico Adelfuns, de adel ‘noble’ y funs ‘listo’, ‘preparado’, por lo que significa ‘noble preparado’ (para el combate). Adelfuns dio en castellano Alonso, en francés Alphonse (y de ahí se reintrodujo al castellano como Alfonso, después de la entronización de los Borbones en España) y en gallego y en portugués como Afonso. En Galicia, Alonso es muy común, pero la mayor parte de los apellidos Afonso que se documentaban en la Edad Media desaparecieron, ya que fueron castellanizados como Alonso entre los siglos XVI y XIX.
En la literatura española, Alonso Quijano era el auténtico nombre del hidalgo Don Quijote: personaje ficticio principal en la novela "El ingenioso hidalgo Don Quijote de la Mancha"
Al tratarse de un patronímico, muchos hidalgos tomaron como apellido el nombre de su padre.